# Sandmücken
Die Sandmücken (Phlebotominae) sind eine Unterfamilie der Schmetterlingsmücken (Psychodidae). Manche Autoren führen sie aber als eigene Familie Phlebotomidae.
Die zugeordneten Arten sind, wie alle blutsaugenden Insekten, Parasiten. Man bezeichnet sie als „Pool“-Sauger, weil sie mit breiten Mundwerkzeugen die Haut aufritzen und dann den so entstehenden „Pool“ aus Blut und Lymphe aufsaugen. Ihr Name leitet sich von griech. phlebos „Vene, Blutgefäß“ und tomē „Schnitt“ her.

## Verbreitung
Es existieren über 700 Sandmückenarten, die fast überall verbreitet sind, wo die auch Jahresisotherme genannte Jahresdurchschnittstemperatur nicht unter 10 °C fällt. Sie sind vor allem in den Tropen und Subtropen von Europa (speziell im Mittelmeerraum), Asien und Amerika anzutreffen. Manche Gattungen treten in der Paläarktis (ausgenommen Nordeuropa) auf.
Die zunehmende Ausbreitung der Sandmücke in Richtung Norden wird oft mit der globalen Erwärmung sowie der zunehmenden Globalisierung in Verbindung gebracht. Auch denkbar ist, dass die Sandmücke übersehen worden ist, sie ist sehr klein und ein schlechter Flieger. Im Jahr 1999 gelang erstmals der Nachweis von Sandmücken in Bremgarten, Neuenburg und am Isteiner Klotz (Breisgau, Südwestdeutschland). 2001 wurden in Gehrweiler (Rheinland-Pfalz) vier Sandmücken der Art Phlebotomus perniciosus gefangen. 2008 waren mehrere Fundorte von Phlebotomus mascittii in Deutschland bekannt, auch in Belgien wurde diese Sandmückenart nachgewiesen. In Österreich wurde das Vorkommen von Phlebotomus mascittii erstmals 2009 dokumentiert. Der bislang nördlichste Fundort dieser Art liegt in Hessen in der Nähe von Gießen (Juli 2013). In der Schweiz gibt es die Mücken vor allem im Kanton Tessin.

## Merkmale
Die Eier sind länglich und gefurcht. Die Larven sind behaart wurmförmig und besitzen eine Kopfkapsel (eucephal). Am letzten Segment tragen sie keulenförmige, schräg aufgerichtete Borsten. Die erwachsenen Tiere sind nur bis zu vier Millimeter groß, gelbbraun und behaart. Die Flügel sind recht groß und geben ihnen dadurch ein schmetterlingsartiges Aussehen.

## Lebenszyklus
Im Gegensatz zu den Stechmücken (Familie Culicidae) brauchen Phlebotomen-Weibchen nicht zwingend eine Blutmahlzeit, um Eier legen zu können. Die Blutmahlzeit ist also fakultativ, beschleunigt jedoch wahrscheinlich – im Gegensatz zur Ernährung mit Pflanzensäften – die Eiablage enorm. Die Sandmückenmännchen ernähren sich, wie auch die Männchen der Stechmücken, ausschließlich von Pflanzensäften.
Die Eier werden später an feuchten Stellen abgelegt, vor allem auf Müllplätzen, in Scheunen, Erdlöchern und Ställen. Nach dem Schlüpfen werden vier Larvenstadien durchlaufen, wobei sich die Larven von vorverdauten oder verrotteten Pflanzen ernähren. Danach erfolgt eine Verpuppung, aus der Puppe geht dann die ausgewachsene Sandmücke hervor. Diese lebt bis zu 40 Tage und legt nach jedem Saugen bis zu 100 Eier ab.

## Sandmücken als Krankheitsüberträger

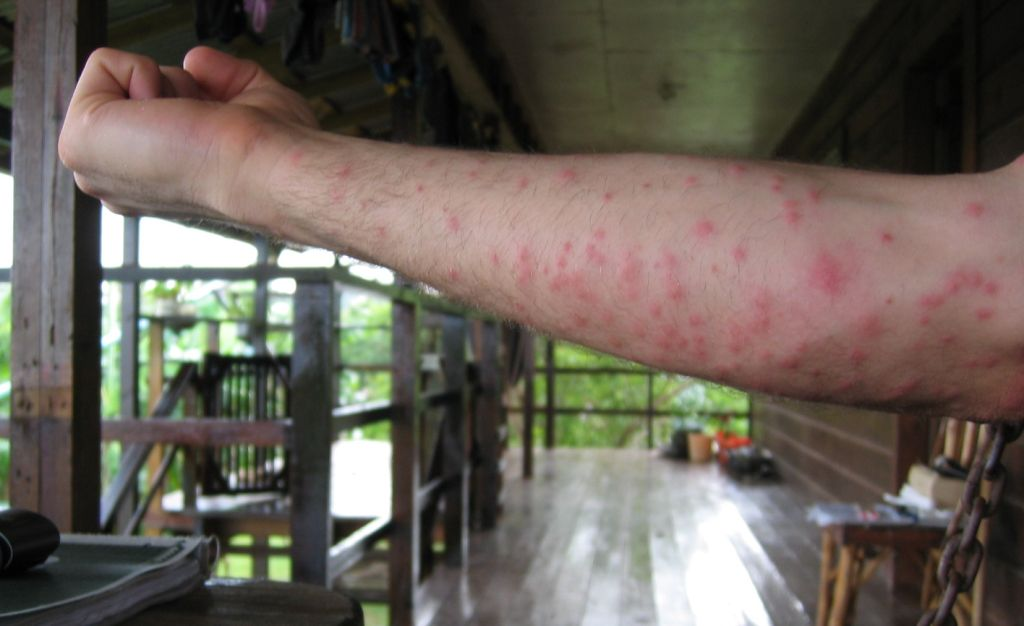
Sandmücken-Stiche (trotz geringer Größe der Sandmücken deutliche Hautreaktionen; Honduras, 2004)

Der Stich löst Juckreiz und Hautrötung aus, so tritt beispielsweise bei der Art Phlebotomus papatasi bei nicht desensibilisierten Personen ein Ausschlag auf und es kann auch zu Unwohlsein und Fieber infolge eines Stiches kommen.
Wie bei allen blutsaugenden Insekten geht die weitaus größte Gefahr von der Vektorfunktion (Krankheitsüberträgerfunktion) der Sandmücken aus. Sie sind unter anderem der Hauptüberträger für:
- Leishmanien
- Oroya-Fieber / Peru-Warzen (Bakterium: Bartonella bacilliformis)
- Pappatacifieber (Phlebotomusfieber, Sandmückenfieber)
- Hautkrankheit Harara[9][10]

Eine Übertragung von Hautleishmaniose durch Sandmücken in Deutschland wurde bisher nicht nachgewiesen und gilt noch als unwahrscheinlich. Die klimatischen Bedingungen erlauben allerdings eine Ausbreitung in Deutschland entweder schon heute oder bei weiterer Erwärmung in naher Zukunft. Der nächstgelegene Herd mit nachgewiesener vollständiger Infektionskette ist Paris.

## Schutzmaßnahmen
Sandmücken erscheinen zu bestimmten Tageszeiten und Wetterverhältnissen besonders aggressiv. Viele Arten bleiben nachts inaktiv und sind in ihrer Bewegung relativ langsam.
Durch engmaschige Fliegengitter können sie ausgesperrt werden. Darüber hinaus gibt es auch Möglichkeiten des Kopfschutzes aus Gewebe. An bekleidete Hautstellen können sie nicht gelangen.
Abwehrmittel sind wirksam, wenn sie einen ausreichend hohen Anteil an Icaridin oder DEET enthalten.

## Systematik
In Europa ist die Unterfamilie mit 22 Arten und Unterarten vertreten:
- Phlebotomus alexandri Sinton, 1928
- Phlebotomus ariasi Tonnoir, 1921
- Phlebotomus balcanicus Theodor, 1958
- Phlebotomus brevis Theodor & Mesghali, 1964
- Phlebotomus chabaudi Croset, Abonnenc & Rioux, 1970
- Phlebotomus kyreniae Theodor, 1958
- Phlebotomus langeroni Nitzulescu, 1930
- Phlebotomus longicuspis Nitzulescu, 1930
- Phlebotomus longiductus Parrot, 1928
- Phlebotomus major Annadale, 1910
- Phlebotomus mascittii Grassi, 1908
- Phlebotomus papatasi (Scopoli, 1786)
- Phlebotomus perfiliewi Parrot, 1930
- Phlebotomus perniciosus Newstead, 1911
- Phlebotomus riouxi Depaquit, Leger & Killick-Kendrick, 1998
- Phlebotomus sergenti Parrot, 1917
- Phlebotomus simici Nitzulescu, 1931
- Phlebotomus tobbi Adler, Theodor & Lourie, 1930
- Sergentomyia azizi (Adler, 1946)
- Sergentomyia dentata (Sinton, 1933)
- Sergentomyia fallax (Parrot, 1921)
- Sergentomyia minuta (Rondani, 1843)

## Belege
1. 1 2  Horst Aspöck: Durch Arthropoden übertragene Erreger von Infektionen des Menschen in Mitteleuropa – ein Update. In: Mitteilungen der Deutschen Gesellschaft für Allgemeine und Angewandte Entomologie. Band 16. Jahrgang, 2008, S. 371–392 (englisch, uni-frankfurt.de [PDF]).
2. ↑  Oerther, S., Steinhausen, I., Lorentz, S., Heitmann, A., Lühken, R., Krüger, A., Naucke, T.J., Jöst, H., Schmidt-Chanasit, J. & Becker, N.: Spatial distribution of phlebotomine sand flies in Southwest Germany. 3. Oktober 2017, doi:10.13140/rg.2.2.15328.38402 (researchgate.net [abgerufen am 30. Dezember 2018]).
3. ↑  B. Pesson, T. J. Naucke: Presence of Phlebotomus (Transphlebotomus) mascittii Grassi, 1908 (Diptera: Psychodidae) in Germany. In: Parasitology Research. Band 86, Nr. 4, 1. März 2000, ISSN 1432-1955, S. 335–336, doi:10.1007/s004360050053 (springer.com [abgerufen am 30. Dezember 2018]).
4. ↑  Naucke,T.J. & Schmitt,C: Is leishmaniasis becoming endemic in Germany? In: International Journal of Medical Microbiology Supplements. Band 293, 1. April 2004, ISSN 1433-1128, S. 179–181, doi:10.1016/S1433-1128(04)80036-6 (sciencedirect.com [abgerufen am 30. Dezember 2018]).
5. ↑  
Torsten J. Naucke, Susanne Lorentz, Friedrich Rauchenwald, Horst Aspöck (2011): Phlebotomus (Transphlebotomus) mascittii Grassi, 1908, in Carinthia: first record of the occurrence of sandflies in Austria (Diptera: Psychodidae: Phlebotominae). In: Parasitology Research. Band 109, Nr. 4, S. 1161–1164. doi:10.1007/s00436-011-2361-0
6. ↑  Christian Melaun, Andreas Krüger, Antje Werblow, Sven Klimpel: New record of the suspected leishmaniasis vector Phlebotomus (Transphlebotomus) mascittii Grassi, 1908 (Diptera: Psychodidae: Phlebotominae) — the northernmost phlebotomine sandfly occurrence in the Palearctic region. In: Parasitology Research. Band 113. Jahrgang, Nr. 6, 2014, S. 2295–2301, doi:10.1007/s00436-014-3884-y (englisch).
7. ↑  Leishmaniose-Gefahr: Sandmücken erstmals in Hessen entdeckt. In: Spiegel Online. 4. August 2014, abgerufen am 4. August 2014.
8. ↑  Studie Solothurner Spitäler AG, Schluss des Artikels
9. ↑  Irmgard Steinhausen: Untersuchung zur Verbreitung von Sandmücken (Phlebotomen) in Deutschland mit Hilfe geographischer Informationssysteme (GIS). Bonn 2005.
10. ↑  Barbara Kreutzkamp: Harara: Bei Reiserückkehrern mit starkem Fieber oder Exanthem auch an Phleboviren denken. In: Medical Tribune. 9. Juli 2019, abgerufen am 9. Juli 2019.
11. ↑  
Walter A. Meier (Hauptautor) (2001): Mögliche Auswirkungen von Klimaveränderungen auf die Ausbreitung von primär humanmedizinisch relevanten Krankheitserregern über tierische Vektoren sowie auf die wichtigen Humanparasiten in Deutschland. Umweltforschungsplan des Bundesministeriums für Umwelt, Naturschutz und Reaktorsicherheit. Förderkennzeichen (UFOPLAN) 200 61 218/11.
12. ↑  
Phlebotominae bei Fauna Europaea. Archiviert vom Original im Internet Archive. Abgerufen am 3. November 2013